# Російський футбольний союз
Російський футбольний союз — найвищий орган управління футболу в Росії. Організовує діяльність Прем'єр-ліги та національної збірної Росії.